# Zendscheid

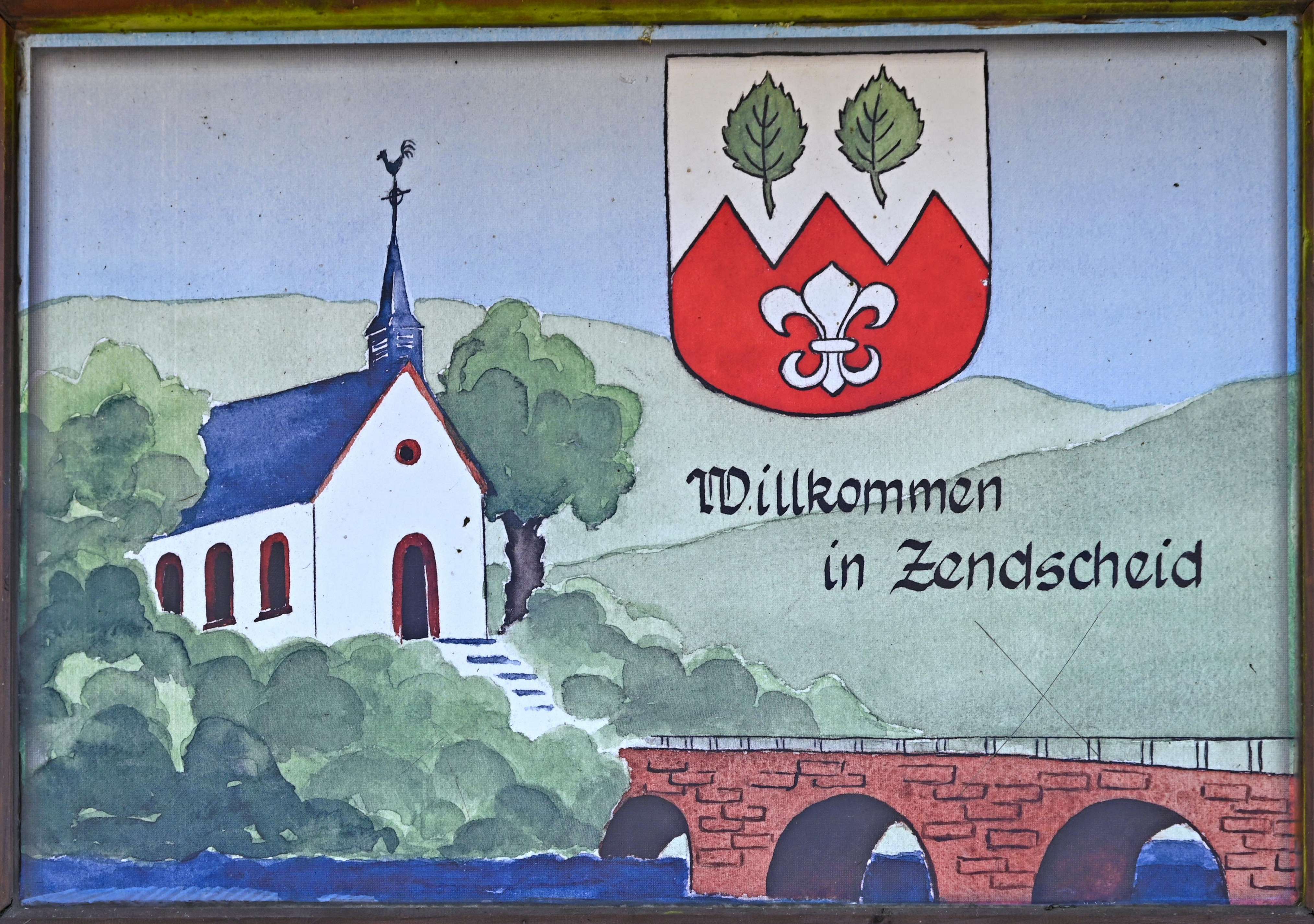
Zendscheid, Begrüßungsschild am Parkplatz

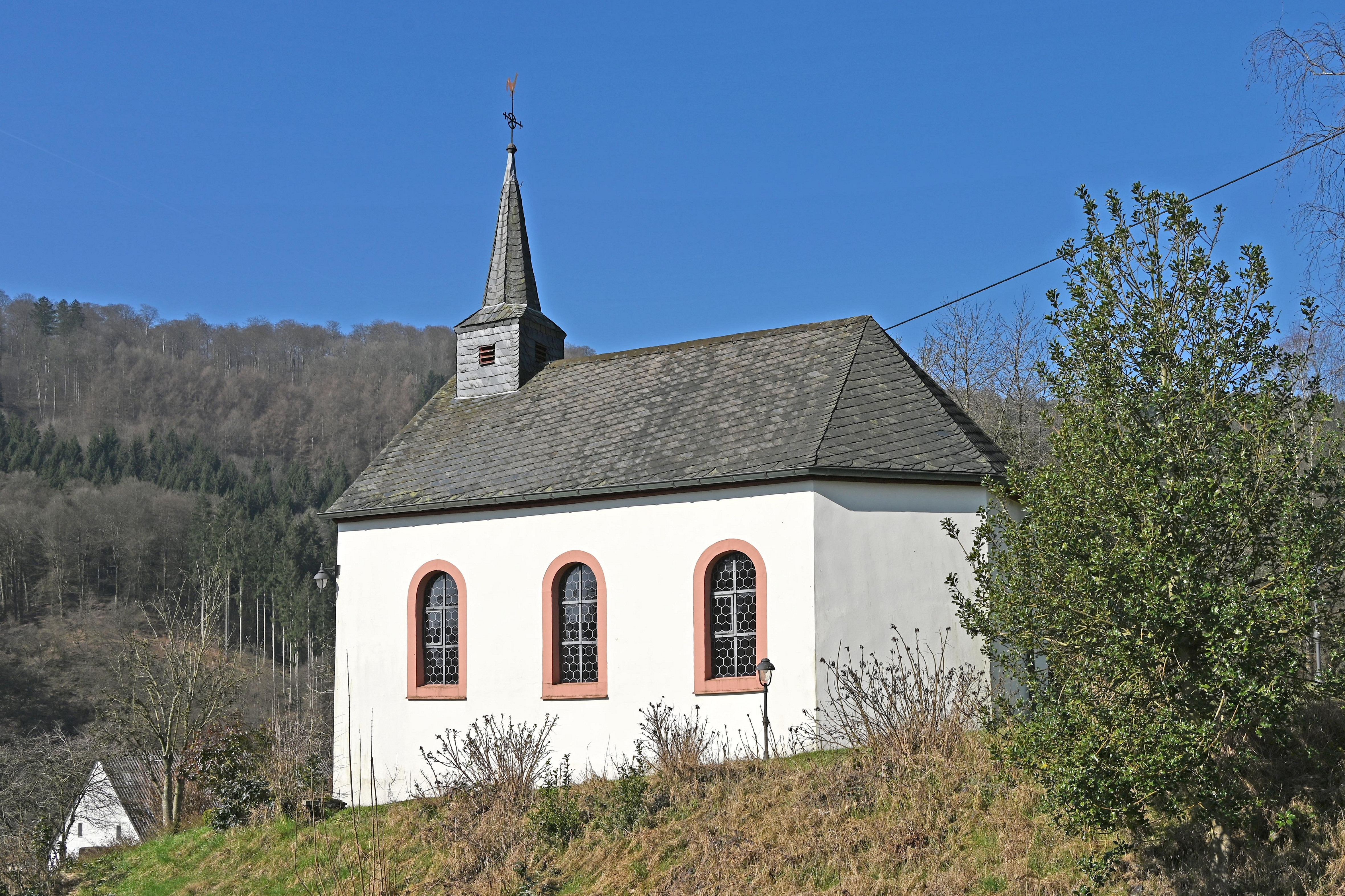
Filialkirche St. Maria von Osten

Zendscheid in der Eifel ist eine Ortsgemeinde im Eifelkreis Bitburg-Prüm in Rheinland-Pfalz. Sie gehört der Verbandsgemeinde Bitburger Land an. Zendscheid ist ein staatlich anerkannter Erholungsort.

## Geographie
Zendscheid liegt an der Kyll und teilt sich mit Usch einen Bahnhof an der Bahnstrecke Trier–Köln. Zu Zendscheid gehört auch der Wohnplatz Friedbüsch.

## Geschichte
Der Ort wurde 1036 als „Cinsceith“ (nach anderen Quellen „Einsceith“) erstmals urkundlich erwähnt.
Bis zum Ende des 18. Jahrhunderts gehörte der Ort zum Amt Kyllburg im Kurfürstentum Trier. Nach der Inbesitznahme des Linken Rheinufers (1794) und der Übernahme der französischen Verwaltungsstrukturen (1798) gehörte Zendscheid zur Mairie Mürlenbach im Kanton Kyllburg, die verwaltungsmäßig zum Arrondissement Prüm im Saardepartement gehörten.
Aufgrund der Beschlüsse auf dem Wiener Kongress kam die Region 1815 an das Königreich Preußen. Unter der preußischen Verwaltung gehörte Zendscheid zur Bürgermeisterei Mürlenbach im 1816 neu errichteten Kreis Daun im Regierungsbezirk Trier.
Bevölkerungsentwicklung
Die Entwicklung der Einwohnerzahl von Zendscheid, die Werte von 1871 bis 1987 beruhen auf Volkszählungen:
| Jahr | Einwohner |
| ---- | --------- |
| 1815 | 75        |
| 1835 | 86        |
| 1871 | 155       |
| 1905 | 159       |
| 1939 | 189       |
| 1950 | 188       |
| 1961 | 162       |

| Jahr | Einwohner |
| ---- | --------- |
| 1970 | 148       |
| 1987 | 138       |
| 1997 | 167       |
| 2005 | 151       |
| 2011 | 132       |
| 2017 | 120       |
| 2023 | 151       |

## Politik

### Gemeinderat
Der Gemeinderat in Zendscheid besteht aus sechs Ratsmitgliedern, die bei der Kommunalwahl am 9. Juni 2024 in einer Mehrheitswahl gewählt wurden, und dem ehrenamtlichen Ortsbürgermeister als Vorsitzendem.

### Bürgermeister
Axel Niederprüm wurde am 27. August 2024 Ortsbürgermeister von Zendscheid. Da bei der Direktwahl am 9. Juni 2024 kein Wahlvorschlag eingereicht wurde, oblag die Neuwahl des Bürgermeisters gemäß rheinland-pfälzischer Gemeindeordnung dem Rat, der sich auf seiner konstituierenden Sitzung für Axel Niederprüm entschied.
Sein Vorgänger Jörg Niederprüm hatte das Amt am 27. Juni 2019 übernommen. Zuvor war Bruno Kleis Ortsbürgermeister von Zendscheid.

### Wappen
| Wappen von Zendscheid | Blasonierung: „Von Silber über Rot durch drei flache Spitzen geteilt, oben zwei grüne Buchenblätter, unten eine silberne Lilie.“ |
| Wappen von Zendscheid | Wappenbegründung: Als Hinweis auf die Etymologie des Ortsnamens (Endung -scheid = Grenze bzw. bewaldeter Berg) stehen im Wappen die drei Spitzen, von zwei grünen Buchenblättern überhöht. Seit 1887/98 hat Zendscheid eine eigene Kapelle. Die Patronin der Kapelle und des Ortes ist die hl. Jungfrau Maria. Als Hinweis darauf steht im unteren Schildteil ihr Attribut, eine silberne Lilie. Zendscheid gehörte bis zum Ende der Feudalzeit im Amt Kyllburg zum Kurfürstentum Trier. Als Hinweis hierauf sind die Schildfarben Rot und Silber. |

## Schienenverkehr
Der Haltepunkt Usch-Zendscheid liegt an der Eifelstrecke (Köln–Euskirchen–Gerolstein–Trier). Es handelt sich um einen Bedarfshalt, der von den Zügen der RB22 bedient wird (KBS 474):
| Linie       | Verlauf | Takt   |
| ----------- | --- | ------ |
| RE 22 RB 22 | Eifel-Express: Köln Messe/Deutz – Köln Hbf – Köln West – Köln Süd – Erftstadt – Weilerswist – Euskirchen – Mechernich – Kall – Urft (Steinfeld) – Nettersheim – Blankenheim (Wald) – Schmidtheim – Dahlem (Eifel) – Jünkerath – Lissendorf – Oberbettingen-Hillesheim – Gerolstein (Gattungswechsel RE/RB) – Birresborn – Mürlenbach – Densborn – Usch/Zendscheid – St. Thomas – Kyllburg – Bitburg-Erdorf – Hüttingen – Philippsheim – Speicher – Auw an der Kyll – Daufenbach – Kordel – Ehrang – Pfalzel – Trier Hbf (aufgrund von Hochwasserschäden längerfristig im Schienenersatzverkehr zwischen Kall und Gerolstein) Stand: April 2023 | 60 min |

Für den gesamten Öffentlichen Personennahverkehr (ÖPNV) gilt der Tarif des Verkehrsverbunds Region Trier (VRT).